# Campionato Internazionale 1931-1932
La stagione 1931-1932 è stato il ventiduesimo Campionato Internazionale, e ha visto campione l'Hockey Club Davos.

## Gruppi

### Gruppo 1 - Est
L'Eishockeyclub Arosa e il Lyceum Alpinum Zuoz Eishockey rinunciano alla partecipazione.
|  | Davos | 6 – 2 referto | St. Moritz |  |

### Gruppo 2 - Centrale

#### Classifica
| Posizione | Squadra                 | G | V | N | P | GF | GF | DR | Punti | Osservazioni            |
| --------- | ----------------------- | - | - | - | - | -- | -- | -- | ----- | ----------------------- |
| 1.        | Grasshopper Club        | 2 | 2 | 0 | 0 | 7  | 0  | 7  | 4     | Qualificato alla finale |
| 2.        | Zürcher SC              | 2 | 1 | 0 | 1 | 4  | 2  | 2  | 2     |                         |
| 3.        | Akademischer EHC Zürich | 2 | 0 | 0 | 2 | 0  | 9  | -9 | 0     |                         |

#### Risultati
|  | Grasshopper Club | 5 – 0 referto | Akademischer EHC Zürich |  |

|  | Zürcher SC | 4 – 0 referto | Akademischer EHC Zürich |  |

|  | Grasshopper Club | 2 – 0 referto | Zürcher SC |  |

### Gruppo 3 - Ovest

#### Semifinali
| 10 gennaio 1932 | Lycée Jaccard | 2 – 1 referto | Château-d'Œx |  |

| 10 gennaio 1932 | Rosey-Gstaad | 6 – 0 referto | Star Lausanne |  |

#### Finale
| Caux 24 gennaio 1932 | Rosey-Gstaad | 6 – 1 referto | Lycée Jaccard |  |

## Finale

### Classifica
| Posizione | Squadra          | G | V | N | P | GF | GF | DR  | Punti | Osservazioni      |
| --------- | ---------------- | - | - | - | - | -- | -- | --- | ----- | ----------------- |
| 1.        | Davos            | 2 | 2 | 0 | 0 | 9  | 1  | 8   | 4     | Campione Svizzero |
| 2.        | Grasshopper Club | 2 | 1 | 0 | 1 | 9  | 3  | 6   | 2     |                   |
| 3.        | Rosey-Gstaad     | 2 | 0 | 0 | 2 | 2  | 16 | -14 | 0     |                   |

### Risultati
| Gstaad 30 gennaio 1932 | Rosey-Gstaad | 1 – 9 referto | Grasshopper Club |  |

| Dolder Zürich 7 febbraio 1932 | Grasshopper Club | 0 – 2 referto | Davos |  |

| Gstaad 14 febbraio 1932 | Rosey-Gstaad | 1 – 7 referto | Davos |  |

## Verdetti
| Campionato Nazionale 1931-1932 | Campionato Nazionale 1931-1932 |
| ------------------------------ | ------------------------------ |
| Campionato Internazionale      | Davos                          |

### Roster della squadra vincitrice
| Vincitori del Campionato Internazionale HC Davos | Portieri: Difensori: Attaccanti: Bibi Torriani Allenatore: Bobby Bell |